# Жора-Мез'єр
Жора-Мез'єр (фр. Jorat-Mézières) — громада  в Швейцарії в кантоні Во, округ Лаво-Орон.

## Географія
Громада розташована на відстані близько 65 км на південний захід від Берна, 13 км на північний схід від Лозанни.
Жора-Мез'єр має площу 11,1 км², з яких на 11,1% дозволяється будівництво (житлове та будівництво доріг), 67,3% використовуються в сільськогосподарських цілях, 21,6% зайнято лісами, 0% не є продуктивними (річки, льодовики або гори).

## Демографія
2019 року в громаді мешкало 2951 особа (+27,9% порівняно з 2010 роком), іноземців було 15,2%. Густота населення становила 266 осіб/км².
За віковим діапазоном населення розподілялося таким чином: 24,7% — особи молодші 20 років, 59,1% — особи у віці 20—64 років, 16,3% — особи у віці 65 років та старші. Було 1238 помешкань (у середньому 2,4 особи в помешканні).
Із загальної кількості 827 працюючих 121 був зайнятий в первинному секторі, 104 — в обробній промисловості, 602 — в галузі послуг.